# Hergiswil
Hergiswil é uma comuna da Suíça, no Cantão Nidwald, com cerca de 5.347 habitantes. Estende-se por uma área de 17,00 km², de densidade populacional de 315 hab/km². Confina com as seguintes comunas: Alpnach (OW), Horw (LU), Kriens (LU), Schwarzenberg (LU), Stansstad.
A língua oficial nesta comuna é o Alemão.

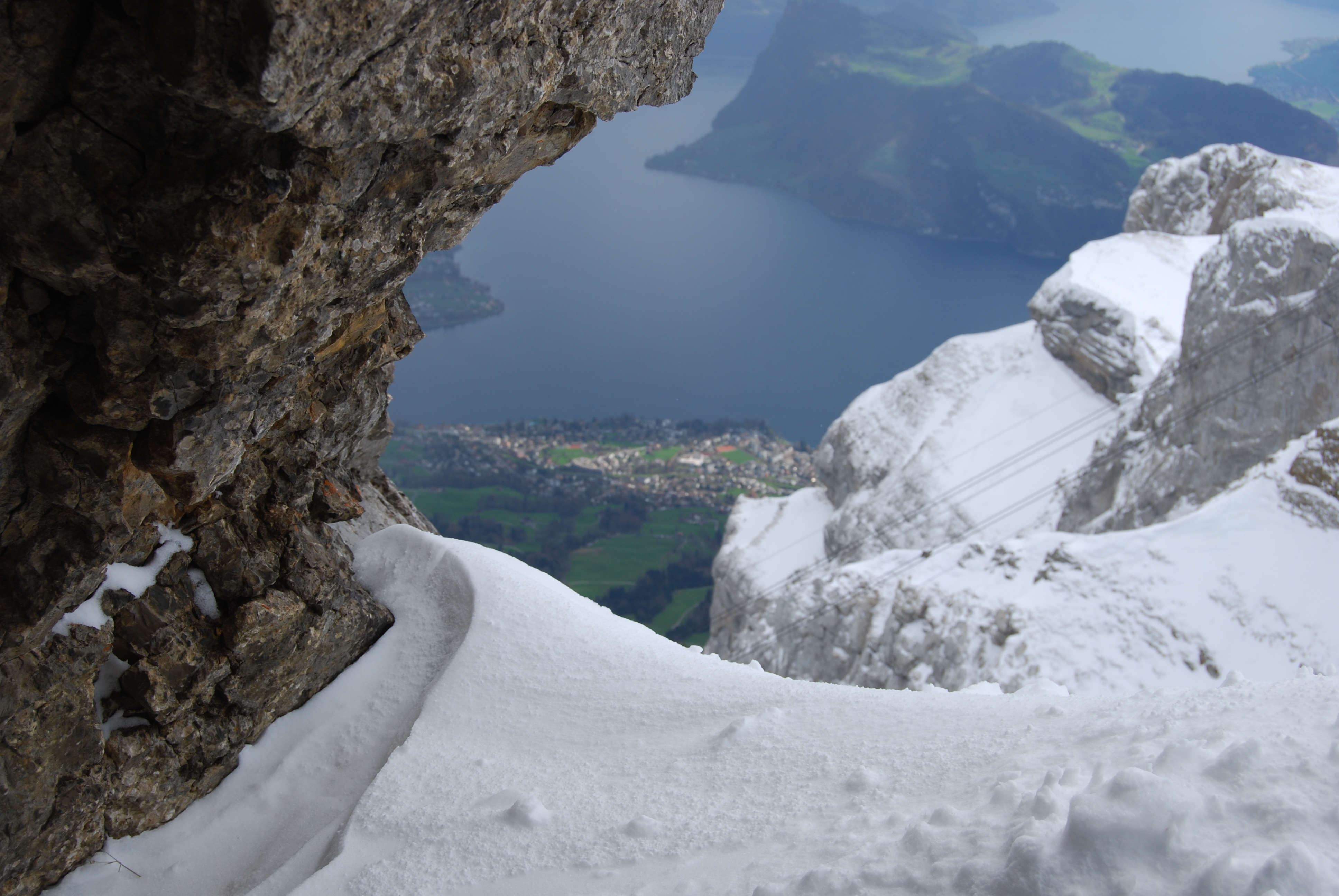
Hergiswil